# Шикотанское землетрясение (1994)
Шикотанское землетрясение — землетрясение, произошедшее 4 октября 1994 года в 13 час 23 мин UTC или 5 октября в 00 час 23 мин (сахалинского времени) восточнее острова Шикотан с магнитудой М=8.1 по шкале Рихтера (по данным Сахалинской ОМСП, большинство мировых агентств дали магнитуду М=8.3). Шикотанское землетрясение привело к значительным разрушениям и человеческим жертвам, а также вызвало волны цунами, нанёсшие существенный ущерб объектам, расположенным в береговой зоне. Наименьшему разрушению подверглись деревянные и панельные дома. Наибольшему — кирпичные и шлакоблочные.
Помимо значительных разрушений, это землетрясение характеризовалось необычным характером косейсмических дислокаций, остров Шикотан погрузился в море как единое целое примерно на 0,6 метров, при этом на многих участках его территории образовались разрывы, оползни и обвалы. Эпицентр землетрясения располагался на глубине около двадцати километров под морским дном в 120 километрах к юго-востоку от острова Шикотан.
Согласно среднесрочному прогнозу 1992 года, «…район Южных Курильских островов и восточной части острова Хоккайдо в течение пяти лет, начиная с середины 1992 года, будет находиться в состоянии повышенной вероятности возникновения катастрофического землетрясения с магнитудой 7,5-8,5».
Интенсивность колебаний грунта на острове Шикотан составила 10,2, на о. Кунашир — 7—8 и на о. Итуруп — 6—7 баллов. Сотрясения сопровождались оглушительным подземным гулом, свечением неба, вызвали обширные нарушения и деформации в грунтах, разрушения и повреждения зданий, промышленных и военных объектов, мостов, дорог, причалов, коммуникаций. Повреждено более 100 зданий, погибло 11 человек (3 на Шикотане и 8 на Итурупе), серьёзно ранено — 32, легко ранено — 210. Данное землетрясение относится к числу сильнейших в прошлом столетии.
За 5 секунд до главного толчка в 10 км восточнее инструментального эпицентра был отмечен форшок на глубине 43 км, магнитуда которого (MPV=7.3). Эпицентр землетрясения располагался на тихоокеанском склоне Малой Курильской гряды юго-восточнее о. Шикотан. Главное событие сопровождалось большим количеством афтершоков, эпицентральная область которых вытянулась в северо-восточном направлении между островами Малой Курильской гряды и Курило-Камчатским глубоководным жёлобом.
По данным сейсмических станций Южных Курильских островов, открытых после катастрофического землетрясения, до конца года было зарегистрировано 1546 афтершоков с энергетическим классом Kc > 6. Последний сильный афтершок магнитудой М=5.5 в 1994 году произошёл 18 октября.
Шикотанское землетрясение ощущалось на территории всех Курильских островов, в том числе в городе Северо-Курильске на острове Парамушир (2—3 балла при расстоянии Δ = 1040 км), Южного и Среднего Сахалина вплоть до города Александровск-Сахалинский (около 2-х баллов при Δ = 900 км), а также на территории островов Хоккайдо (до 7—8 баллов) и Хонсю (до 5—6 баллов) в Японии. Максимальный макросейсмический эффект (9 баллов и более) отмечен на северо-востоке острова Шикотан, который расположен в непосредственной близости к очаговой зоне землетрясения.
Из островов, подвергшихся землетрясению, ближе всего к эпицентру был расположен Шикотан, на котором находятся 2 населённых пункта — посёлок Малокурильское (3800 жителей) и село Крабозаводское (2700 жителей). Эти населённые пункты пострадали от землетрясения в наибольшей степени.
Из всех зданий относительно слабо пострадали деревянные брусовые одноэтажные и двухэтажные дома 60-70-х годов постройки, и это несмотря на длительные сроки их эксплуатации. Меньше всего пострадали крупнопанельные дома, а наибольший ущерб был выявлен у каменных зданий со стенами из шлакоблоков или кирпича.

## Цунами
Шикотанское землетрясение вызвало волны цунами значительной высоты, которые обрушились на прибрежные части населенных пунктов: Южно-Курильск, Малокурильское и Крабозаводское. Несмотря на сложности, возникшие с доставкой сообщения о тревоге цунами в местные органы власти, население, почувствовав сильные толчки, покинуло опасные районы. Это позволило избежать жертв от цунами, гибель людей была связана только с разрушением зданий в результате землетрясения. В залив Димитрова вошла волна высотой 10 метров.
Одна из волн взлилась на остров Зелёный, где располагались российские пограничные заставы и расчёты ПВО. 2 заставы были смыты полностью, одна — частично. Обошлось без погибших.

## Отдалённые последствия
Не смог оправиться от понесённого ущерба единственный собственный  сельскохозяйственный производитель Курильских островов — совхоз «Дальний» на Кунашире — прекративший существование к началу XXI века.